# Acacia praelongata
Acacia praelongata — вид квіткових рослин з родини бобових. Ареал: Австралія (Північна територія).

## Середовище
Росте в гравійних латеритних ґрунтах із розсіяним поширенням серед відкритих лісів і лісових спільнот.

## Біоморфологічна характеристика
Дерева зазвичай виростають у висоту від 4 до 6 метрів із тонким і витонченим габітусом і мають пониклі гілки з твердою та борознистою корою та голі гілочки. Пониклі голі та вічнозелені філодії мають вузьколінійну форму та злегка вигнуті, завдовжки від 12 до 24 см і вшир від 1 до 3,5 мм і мають три головні жилки, середня з яких є найбільш помітною.

## Культивування
Рослина є комерційно доступною та використовується в рокаріях або для наповнення садів, де вона відома як водопроникна, хороша скринінгова рослина та приваблює птахів і метеликів.